# Karl Helm (Sänger)
Karl Helm (* 3. Oktober 1938 in Passau; † 7. August 2012) war ein deutscher Opernsänger (Bass).

## Leben
Helm war der jüngere Brüder des Sängers Hans Helm. Seine stimmliche Ausbildung erhielt er, ebenso wie sein Bruder, bei Else Zeidler in Dresden und bei Franz Reuter-Wolf in München. Ein erstes Engagement bekam er am Städtebundtheater Passau. 1968 gab er in der Rolle des Don Alfonso in Mozarts Oper Così fan tutte sein Bühnendebüt am Stadttheater Bern, wo er drei Jahre im Ensemble blieb. 1969 sang er dort die Partie des Rocco in Fidelio in einer Aufführung an der Seite von Wolfgang Windgassen (Florestan) und Ludmila Dvořáková (Leonore). 
1970 gastierte er, ebenfalls als Rocco, erstmals an der Bayerischen Staatsoper in München. Daraufhin wurde er als festes Ensemblemitglied an die Bayerische Staatsoper engagiert. Helm war dort fast 35 Jahre Ensemblemitglied. Er gehörte als Hausbaß insbesondere in den 1970er und 1980er Jahren zu den wichtigsten Ensemble-Sängern dieses Hauses. 1985 wurde er zum Bayerischen Kammersänger ernannt. 
An der Bayerischen Staatsoper sang er unter anderem folgende Hauptrollen: Fasolt in Das Rheingold (u. a. in der Spielzeit 1982/83), Daland in Der fliegende Holländer, König Heinrich in Lohengrin, Ferrando in Il trovatore, Graf Monterone in Rigoletto (u. a. in der Spielzeit 1981/82), König Philipp und den Großinquisitor in Don Carlos (u. a. Spielzeit 1980/81, Spielzeit 1981/82 und Spielzeit 1984/85), Ramphis in Aida (u. a. Spielzeit 1981/82 und Spielzeit 1983/84), sowie diverse Buffo-Rollen wie Kezal in Die verkaufte Braut (München 1972), Falstaff in Die lustigen Weiber von Windsor und Dulcamara in L’elisir d’amore. 
1971 sang er im Rahmen der Münchner Opernfestspiele den Publio in einer Neuinszenierung der Mozart-Oper La clemenza di Tito (Regie: Jean-Pierre Ponnelle); diese Partie sang er in den Folgejahren über ein Jahrzehnt alljährlich bei den sommerlichen Opernfestspielen und später dann im Januar 1989 bei der Übernahme der Produktion ins Repertoire der Bayerischen Staatsoper. 1973 verkörperte er in der Premiere der mittlerweile legendären Inszenierung von Jean-Pierre Ponnelle den König Arkel in der Oper Pelléas et Mélisande. Diese Rolle übernahm er später auch bei Münchner Opernfestspielen im Sommer 1979 und bei der Wiederaufnahme dieser Produktion in der Spielzeit 1979/80. In der Spielzeit 1978/79 übernahm er die Rolle des 2. Geharnischten in einer Neuinszenierung von Mozarts Oper Die Zauberflöte (Premiere: Oktober 1978, Regie: August Everding). Im Rahmen der Münchner Opernfestspiele 1979 sang er die Rolle des Bäckers und Zunftmeisters Fritz Kothner in einer Neuinszenierung der Wagner-Oper Die Meistersinger von Nürnberg (Premiere: Juli 1979, Regie: August Everding); diese Rolle übernahm er später, u. a. in der Spielzeit 1983/84, auch immer wieder in zahlreichen Meistersinger-Repertoirevorstellungen. 
In der Spielzeit 1980/81 übernahm er den Alidoro in der Premiere der Rossini-Oper La Cenerentola (Premiere: Dezember 1980, Regie: Jean-Pierre Ponnelle); er „brachte mit profunden Tönen einen Alidoro, der sich auch südlich der Alpen sehen und hören lassen könnte“. Diese Rolle sang er später auch u. a. im Juli 1982 im Rahmen der Münchner Opernfestspiele, in der Spielzeit 1983/84, wo er das „vortreffliche Ensemble bestens ergänzte“, sowie erneut in der Cenerentola-Wiederaufnahme in der Spielzeit 1993/94 mit Cecilia Bartoli. 
In der Spielzeit 1983/84 sang er in einer Neuinszenierung der Oper Die lustigen Weiber von Windsor (Regie: Peter Beauvais, Premiere: Oktober 1983) die Partie des Herrn Reich. In derselben Spielzeit folgte im November 1983 der Leutnant Zuniga in einer Carmen-Premiere (Regie: Jean-Claude Auvray), den er auch in späteren Jahren immer wieder sang. Im Rahmen der Münchner Opernfestspiele sang er im Juli 1986 die Rolle des Stadtrats Lindorf in einer Neuinszenierung von Hoffmanns Erzählungen (Regie: Otto Schenk); diese Rolle sang er dann auch bei den Hoffmann-Repertoirevorstellungen in der Spielzeit 1986/87. In der Spielzeit 1989/90 übernahm die Rolle des Eremiten in einer Neuinszenierung der Oper Der Freischütz in der Regie von Niels-Peter Rudolph.   
Häufig übernahm Helm als Ensemble-Sänger auch viele kleinere und mittlere Partien, in denen er markante Charakterporträts zeichnete. Hierzu gehörten Rollen wie der Kardinal Orvieto in Rienzi (im Rahmen der Münchner Opernfestspiele 1983 und 1984), der Führer der Prévoté in Cardillac (München 1985), der Kommerzienrat in Intermezzo (u. a. in der Spielzeit 1988/89 bei der Übernahme der Produktion der Münchner Opernfestspiele ins Cuvilliéstheater), der Rechtsanwalt Swallow in Peter Grimes (Neuinszenierung in der Spielzeit 1991/92, beim Rollendebüt von René Kollo in der Titelpartie; „profiliert“ auch im Juli 1992 bei den Münchner Opernfestspielen), der Marchese di Calatrava in La forza del destino und Doktor Grenvil in La Traviata (u. a. im Juli 1993 in einer Neuinszenierung der Oper von Günter Krämer im Rahmen der Münchner Opernfestspiele; in dieser Produktion zuletzt im Juli 2003 im Rahmen der Münchner Opernfestspiele neben Anna Netrebko als Violetta). 
Seit den frühen 1980er Jahren trat er immer wieder als Geronte de Ravoir in Manon Lescaut (Premiere: Oktober 1981) auf. Diese Partie übernahm er auch in der Spielzeit 2001/02 noch einmal, wie bereits bei der letzten Manon Lescaut-Inszenierung vor 20 Jahren, in einer Neuinszenierung von Andreas Homoki, wo er „wieder sehr eindrucksvoll agierte“, allerdings „inzwischen stimmlich nicht mehr ganz durchschlagskräftig“ war. In dieser Partie stand er an der Bayerischen Staatsoper in den Folgeaufführungen bis November 2003 durchgehend auf der Bühne. Regelmäßig sang er im späteren Verlauf seiner Karriere den Nachtwächter in Die Meistersinger von Nürnberg (zuletzt im Juli 2003 im Rahmen der Münchner Opernfestspiele) und den Pfleger des Orest in Elektra (Inszenierung: Herbert Wernicke, Premiere: Oktober 1997, zuletzt im September 2003). Im April 2004 sang er in München in vier Aufführungen nochmals die Rolle des alten Titurel in Parsifal, die er in München seit Jahrzehnten immer wieder gesungen hatte. Mit dieser Rolle hatte er auch seinen Münchner Bühnenabschied.
An der Bayerischen Staatsoper wirkte Helm auch in zwei Uraufführungen von zeitgenössischen Opern mit. Im Juli 1978 als König von Frankreich in Lear und im Mai 1998 als Antonio in der Oper Was ihr wollt von Manfred Trojahn. Den König von Frankreich in Lear sang er auch noch einmal zum Abschluss der Münchner Opernfestspiele in der letzten Vorstellung dieser Oper an der bayerischen Staatsoper im August 1982. Ein Live-Mitschnitt der Oper Lear wurde von der Deutschen Grammophon auf Schallplatte und mittlerweile auch auf CD veröffentlicht. Im Dezember 1992 war er der „sehr passive“ Tod in der Münchner Erstaufführung der Oper Der Kaiser von Atlantis im Cuvilliés-Theater.
Helm trat als Gast unter anderem am Theater Basel, am Grand Théâtre de Genève, an der Staatsoper Stuttgart, an der Hamburgischen Staatsoper (u. a. in der Spielzeit 1984/85 als Großinquisitor in Don Carlos), an der Deutschen Oper am Rhein, an der Staatsoper Berlin (1987 in La Cenerentola), am Staatstheater Karlsruhe, am Opernhaus Nürnberg (Spielzeit 1994/95, als Titurel) sowie in Paris, Rom und Venedig auf. 
Helm starb im Alter von 73 Jahren nach kurzer schwerer Krankheit.